# Мінськ
Мі́нськ (Минськ; біл. Мінск, біл. тарашк. Менск, рос. Минск) — столиця Білорусі; адміністративний центр Мінської області і Мінського району, проте не входить до їх складу. Населення — 1 996 553 осіб, площа — 348 км².
Розташований на річці Свіслоч при впаданні в неї річки Неміга, за 70 км на північний захід від географічного центру Білорусі. Залізничний вузол на шляху до Берестя, Вільнюса, Гомеля, Москви, перетин автошляхів на Оршу, Вітебськ, Ошмяни, Берестя, Слуцьк, Гомель, Могильов тощо.
Місто є політичним, економічним, соціальним, культурним і науковим центром Білорусі. Належить до числа найстарших міст Європи.

## Походження назв
Наразі більшість науковців вважає, що назва міста пішла від невеличкої річки Мєнки (Мєнь, Мєна), на якій був початково заснований Мінськ, згодом перенесений на своє теперішнє місце. Білоруський історик М. Кузнецов зробив припущення, що назва річки походить від риби минь.
Деякі автори припускають, що назву місту дав обмін, торгівля, тобто «міна». Ця аргументація виглядає непереконливою, оскільки в ті часи торгівля не могла розвиватися так швидко, щоб бути підставою для іменування фортеці, яку було збудовано у 1063 році, й назва якої так широко розповсюдилася, що літописець згадує її вже під 1067 роком.
Існує народна легенда, де розповідається про заснування міста богатирем Мянеском, який побудував на місці сучасного Мінська свій млин і молов там борошно з каміння.
Одна з колишніх назв — Мі́нськ-Лито́вський (пол. Mińsk Litewski).

### Варіанти
У Іпатіївському літопису місто згадується 1067 роком під назвами «Мѣньс»к, «Мѣнескь». У пізнішому Радзивіллівському літописі назви «Меньск» і «Менеск» написані без ять, через «е». Наприкінці XV століття з'являється назва «Менск» без м'якого знаку, проте ще у XVI—XVII століттях тривало широке застосування форми «Менеск».
У листуванні мінського воєводи Федора Арсеньєва з московським царем Олексієм Михайловичем на одній стороні грамоти слова «Менеск», «Менск», «Менского» трапляються 18 разів і жодного разу «Мінск». У двох листах того ж воєводи назви типу «Менеск», «Менск», «Менского пов(іту)» зустрічаються 12 разів і тільки одного разу написано «Мінской пов.». У листі воєводи Яковлева щодо мінської шляхти також вживається лише форма «Менск». Це каже про те, що білоруська шляхта користувалася виключно цією назвою.
У Баркулабівському літописі місто згадується 6 разів, з яких 5 — у формі «Менск» і один «Мінск».
Перша фіксація назви Мінськ (Mynsko, Минське) знайдена дослідниками у латиномовній канцелярській книзі під 1502 роком. У польськомовних документах XVI—XVII ст. все частіше вживається транскрипція Minsk. Є. Карський і О. В. Марков зазначали, що форма з -і- виникла внаслідок українського впливу XVI—XVII ст.. Професор катедри білоруської філології Варшавського університету А. Обрембська-Яблонська доводила, що назва «Мінськ» з'явилася під впливом польського Мінська-Мазовецького на ґрунті польської адміністративної і мовної експансії.
Остаточно форма «Мінск» заміняє «Менск» у офіційних документах тільки у XVIII століття разом із витісненням старобілоруської мови з державного вжитку. З тих самих польських документів і мап після поділів Речі Посполитої назву було механічно перенесено в російські документи й мапи.
Наприкінці XVIII століття написання «Минск» використовувалося в офіційних російськомовних документах, у той самий час форма «Менск» залишилася в народному вжитку (ці факти занотовані білоруським етнографом Павлом Шпілевським та Географічним словником Королівства Польського, виданому у 1885 році).
З 1916 року в середовищі білоруської інтелігенції з'являється назва Мєнськ-Білоруський. Вона вживалася в часи німецької та польської окупації, використовувалася в документах еміграційних білоруських урядів.
Форма «Менск» стала нормою в часи БРСР. Вона вживалася в усіх офіційних документах, а також на державному радіо до 29 липня 1939 року, коли постановою 2-ї сесії Верховної Ради БССР місто було перейменовано в «Мінск». Це перейменування було викликане посиленням репресій проти білоруських національних кадрів і закріпило русифікацію в республіці на рівні назви міста.
5 вересня 1991 року Мінська міська рада народних депутатів передала Верховній Раді прохання про повернення місту історичної назви «Менск», проте в його задоволенні було відмовлено За повернення назви «Менск» проголосували 142 депутати при необхідних 173..

## Історія

### Литовський період
Достеменно дата заснування Мінська невідома. Існує традиція вважати першу літописну згадку в 1067 році днем заснування міста. На думку істориків Мінськ був заснований значно раніше, імовірно, навіть на початку XI століття.
- 1067: вперше згадується у Повісті врем'яних літ[22] у зв'язку з битвою на Немізі. Місто у складі Полоцького князівства.
- 1101: столиця удільного Мінського князівства, перший князь — Гліб Всеславич.
- Перша половина XIV століття: увійшов до складу Великого князівства Литовського.
- 1390: у Мінську, на Троїцькій горі, побудований перший католицький костьол.
- 15 липня 1410: Мінська корогва брала участь у Грюнвальдській битві.
- 1413: у Віленському воєводстві.
- 1444: у королівській грамоті зазначений в переліку п'ятнадцяти найбільш розвинених міст держави.
- 2-я половина XV століття: адміністративний центр Мінського повіту Віленського воєводства.
- 14 березня 1499: отримав Магдебурзьке право[23]
- 1513: у Мінському замку відкрився перший шпиталь — притулок при Вознесенському монастирі для хворих та калік.
- 1564: у Мінську виникає кальвіністська громада.
- 1565—1566: столиця Мінського воєводства, найбільшого у Великому князівстві Литовському.
- 1566: введена посада Каштеляна мінського — місцевого упорядника, який ще й засідав-представляв громаду в Сенаті Речі Посполитої (посідаючи 67 місце перед каштеляном-очільником Гданська)
- 16 липня 1569: мінчани отримали дозвіл збудувати гостиний двір — великий торговий комплекс. Той самий привілей вважається пунктом відліку існування у Мінську цехів, заснованих на класичних європейських принципах.
- 1588—1755: раз на два роки, по черзі з Новогрудком, у Мінську проходили сесії Литовського трибуналу.
- 12 січня 1591: король і великий князь Сигізмунд III Ваза надав місту герб — «фігуру вознесіння діви Марії».[24]
- 1592: при соборній церкві Мінська відкрилася перша братська школа.
- 1620: налагоджене регулярне поштове сполучення з великими містами Речі Посполитої Обох Народів.
- 3 липня 1655: російські війська захопили і спустошили Мінськ.[25]
- 1667: частина першого в Білорусі міждержавного поштового маршруту Вільнюс — Мінськ — Могильов — Смоленськ — Москва.
- 1713: резиденція єзуїтів у Мінську отримала статус колегіуму — навчального закладу, який давав освіту на рівні гуманітарного університету.[26]
- 1749: поряд з мінським єзуїтським костьолом була побудована аптека з лабораторією (перша міська аптека відкрилася ще у 1659).
- 1773: Мінський єзуїтський колегіум перетворений на світський навчальний заклад — Мінську гімназію.
- 1783: складений перший план забудови Мінська.
- 1786: згідно з постановою Магістрату було встановлено номери на всіх будинках Мінська.
- 1791: у Мінську відкрився військовий шпиталь великолитовського війська.
- кінець XVIII ст.: у Мінську почали виступати професійні театральні колективи, а у 1825 р. під міський театр було спеціально відреставровано один з будинків.

Реконструкція хоругви Мінського воєводства
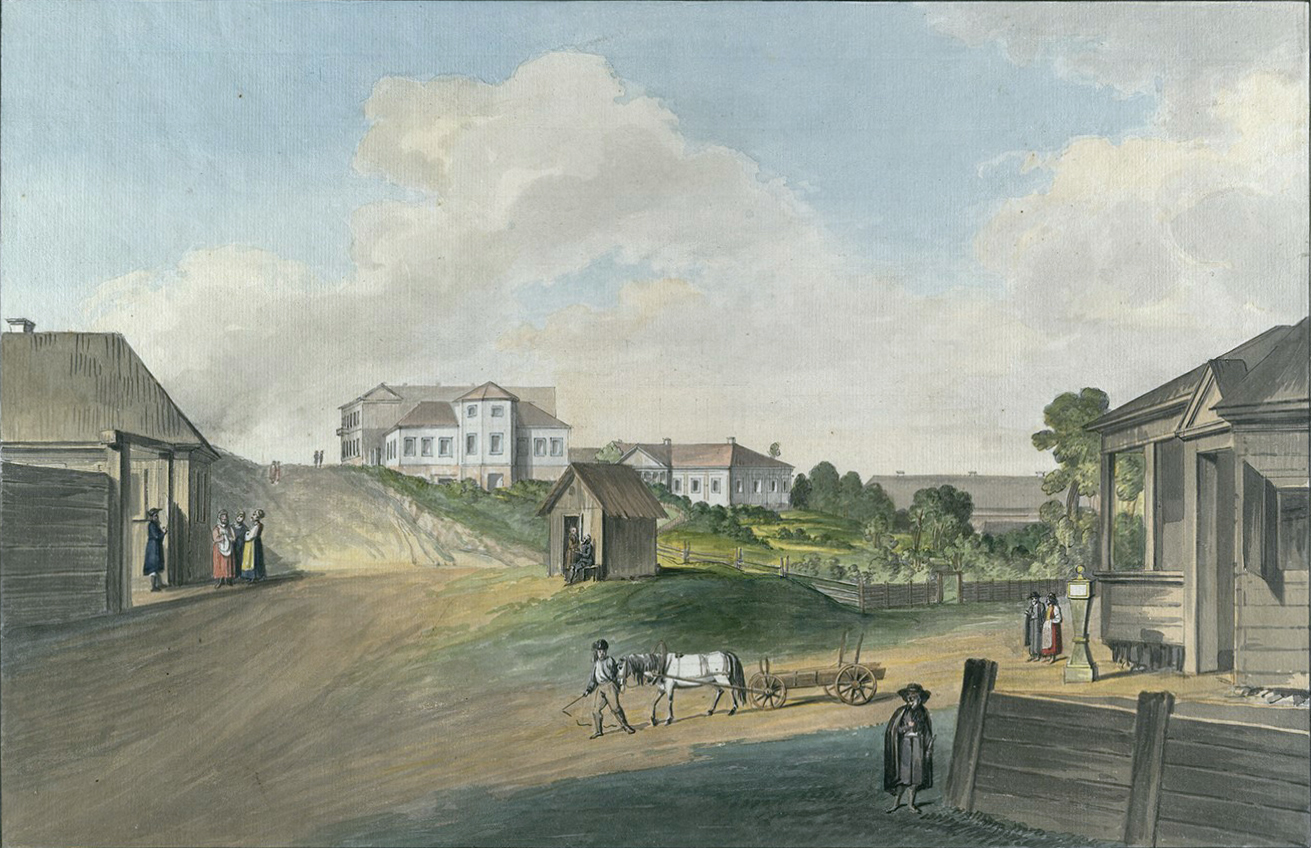
Мінськ на акварелі І. Пешки
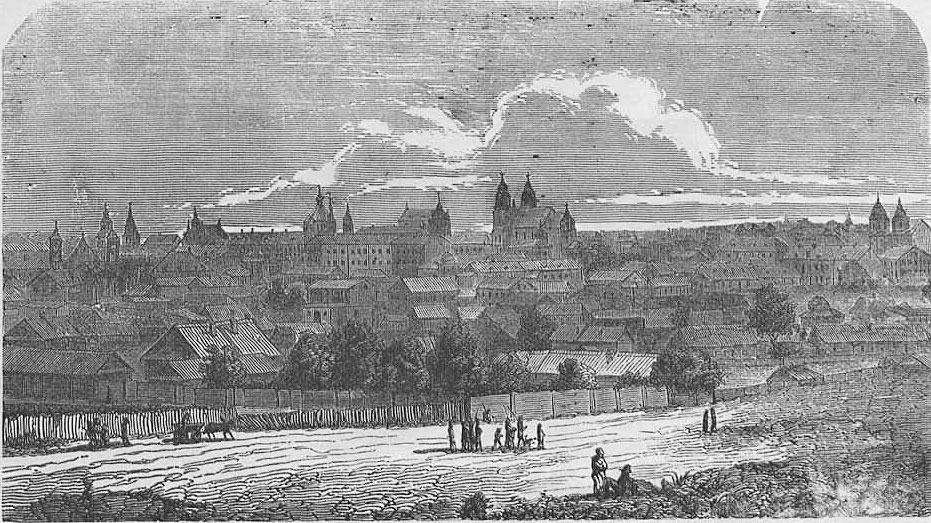
Краєвид міста з боку Романівської Слободи  (початок XIX століття)
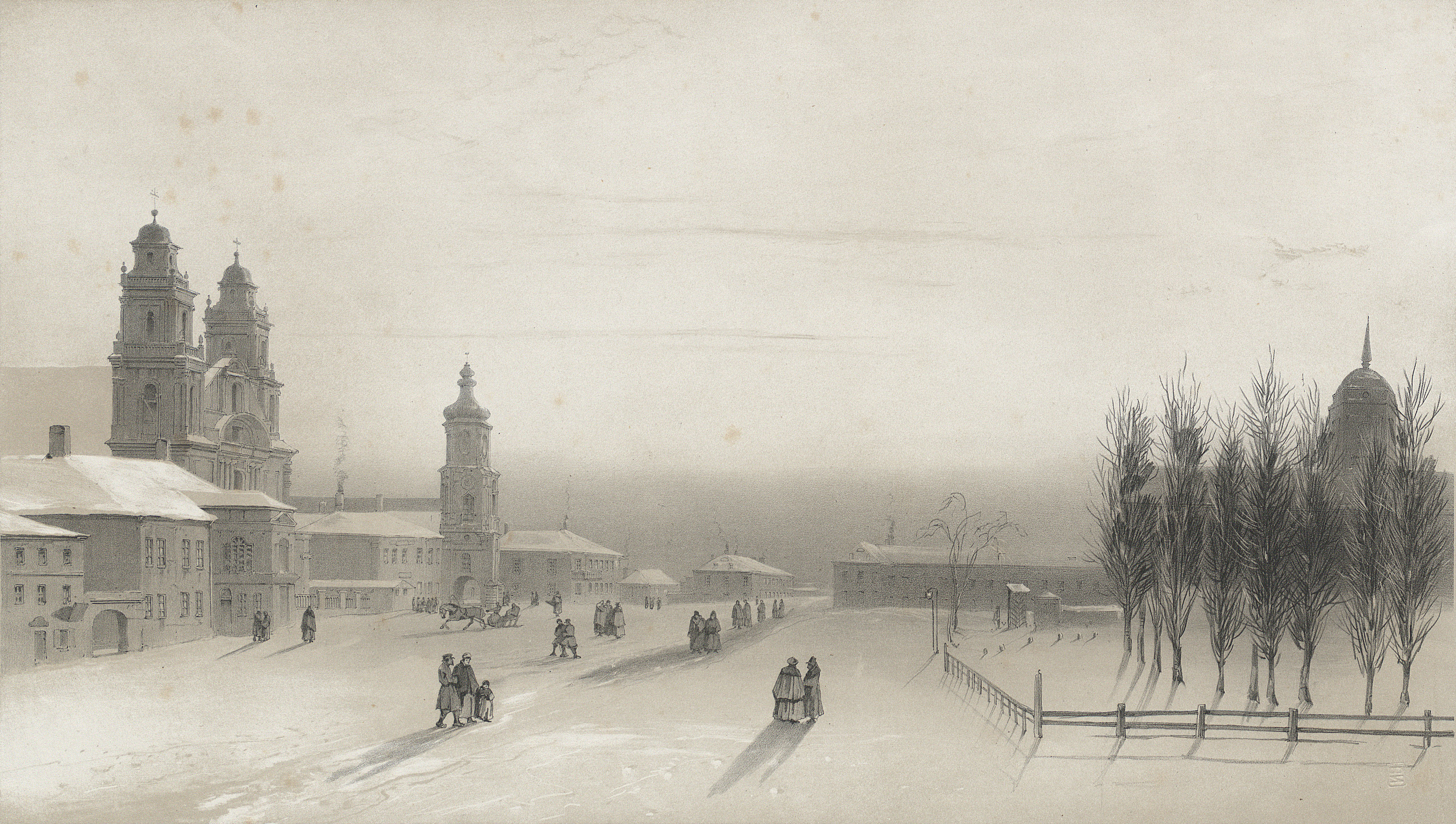
Площа Високий Ринок на літографії французького художника Б. Лаверня (1840)

### Російський період
- 1793: в результаті Другого поділу Речі Посполитої опинився в складі Російської імперії, адміністративний центр Мінської губернії.
- 14 травня 1795: створено Мінське намісництво замість губернії. Російська влада скасувала Магдебурзьке право для Мінська.
- 28 січня 1798: засновано Мінську єпархію римо-католицької церкви, духовну семінарію (діяла до 1869).[27]
- 1799: у Мінську відкрилася перша лікарня.
- 1803: утворений мінський міський оркестр.
- 26 червня — 17 листопада 1812: центр департаменту відновленого Наполеоном Великого князівства Литовського. Адміністраційна рада Мінського департаменту налагодила випуск першої міської газети «Тимчасова газета Мінська» (пол. «Tymczasowa gazeta Mińska»).
- 1836: у Мінську відкрилася перша громадська бібліотека.
- 1839: представники мінських греко-католиків відмовилися долучатися до Російської православної церкви. Європейську славу мучениці за віру здобуло ім'я мінської василіанської черниці Мокрини Мечиславської, якій вдалося залишитися живою і дістатися до Папи Римського.[28]
- 1859: введено в експлуатацію першу в Білорусі телеграфну лінію Мінськ — Бобруйськ.
- 1864: створено місцеву пожежну команду.
- 1871: через Мінськ проходить залізниця Варшава — Москва.
- 1873: у Мінську з'явився водопровід.[29]
- 1890: у Мінську налагоджено телефонний зв'язок, а з 1896 року почала діяти перша в Білорусі телефонна станція загального користування.
- 10 травня 1892: відбулося урочисте відкриття мінської «конки», або кінного трамваю — першого міського громадського транспорту.
- 1895: у Мінську відкрилася міська метеостанція.
- 12 січня 1895: у Мінську почала діяти електростанція.[30]
- 21 серпня 1911: засновано Мінську болотну дослідну станцію — першу державну наукову установу в Білорусі.

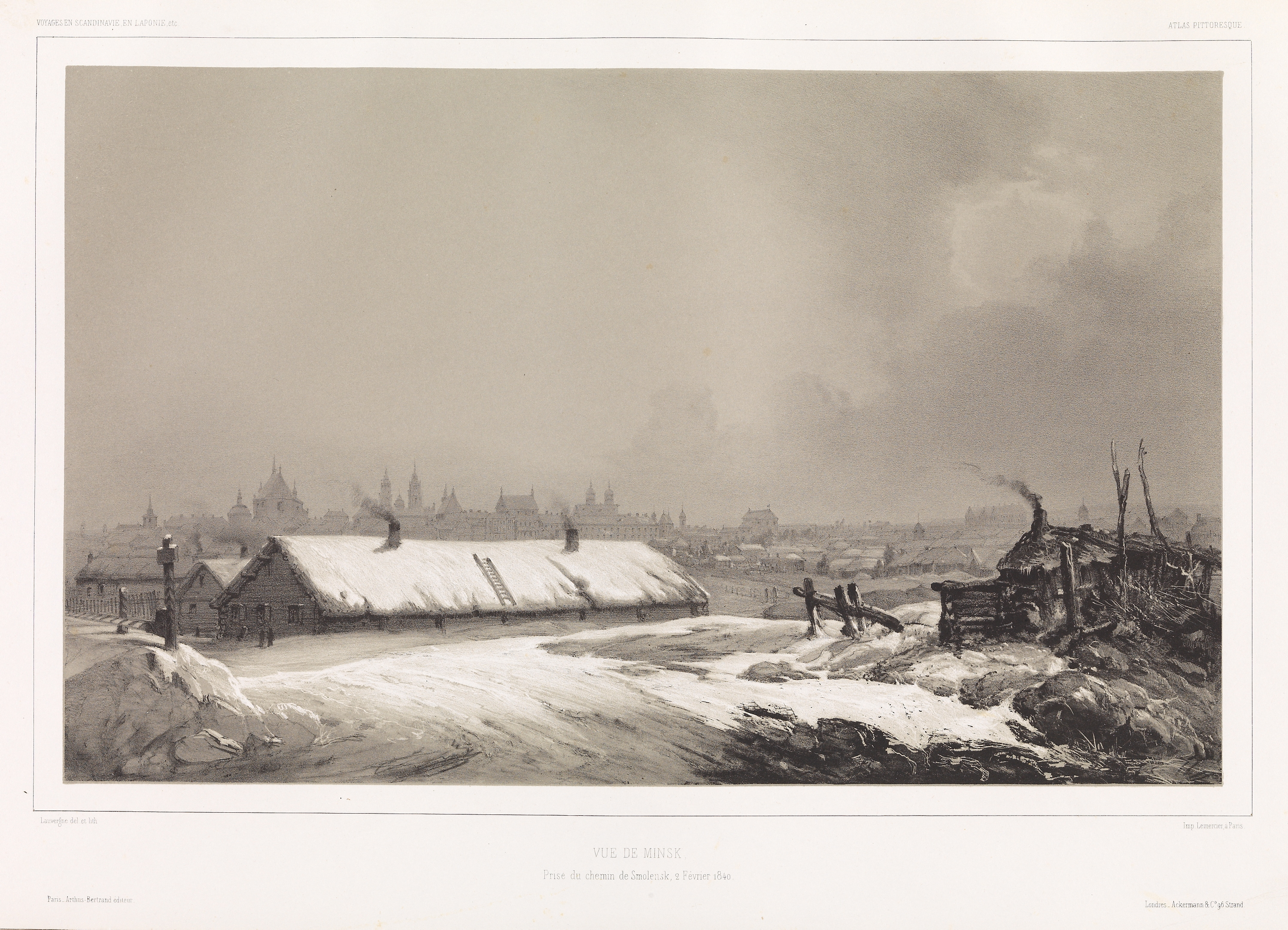
Мінськ зі сторони Борисівського шляху. Б. Лавернь (1840)
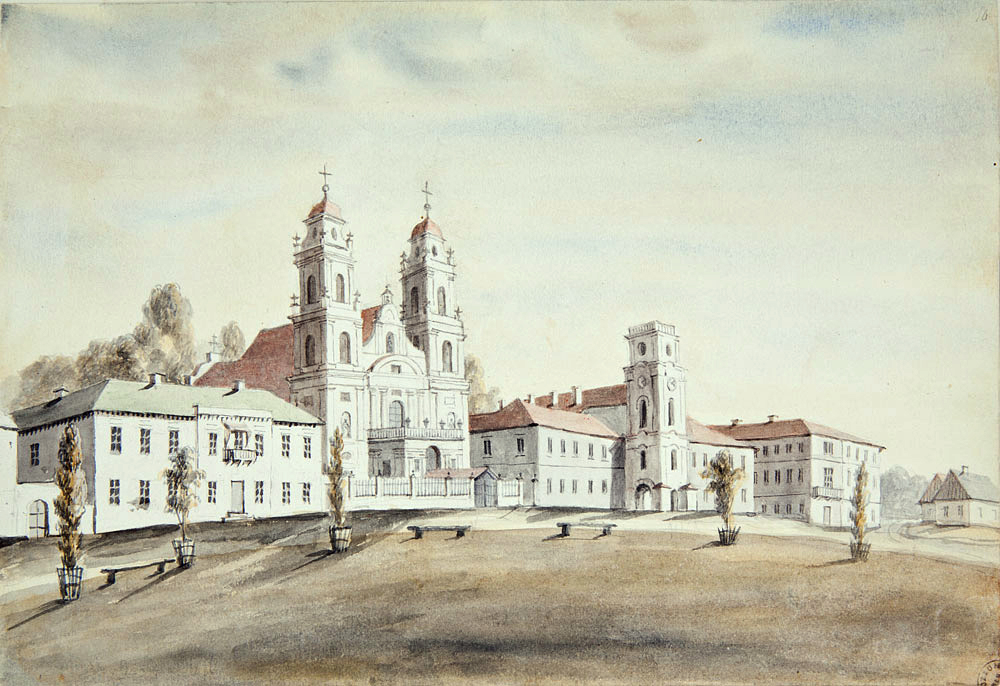
Мінськ у середині XIX століття, Орда Наполеон

### Білоруський період
- 25 березня 1918: столиця Білоруської Народної Республіки.
- 1 січня 1919: столиця БРСР.
- 8 серпня 1919: окупований польськими військами
- 15 вересня 1919: центр польської Мінської округи
- 11 липня 1920: знову зайнятий військами Червоної Армії в ході польсько-радянської війни
- 31 липня 1920: з відновленням Білоруської РСР знову стає її столицею
- 1921: у Мінську відкрився Білоруський державний університет і перша наукова бібліотека.
- 17 липня 1924: центр радянської Мінської округи
- 1925: у Мінську і в БРСР загалом почали транслюватися перші радіопередачі.
- 1 січня 1929: Інститут білоруської культури, що діяв у Мінську з 1922 року, реорганізовано у Білоруську академію наук.[31]
- 1933: почав діяти мінський аеропорт.
- 1937–1941: в урочищі Куропати, що неподалік від Мінська, більшовики розстріляли за різними оцінками від 30 000 до 250 000[32] (або значно більше[33]) білорусів і поляків.
- 28 червня 1941 — 3 липня 1944: місто під контролем нацистської Німеччини. З 1 вересня 1941 року було центром генерального округу Білорусь Райхскомісаріату Остланд. Після Другої світової війни Мінськ практично вщент зруйнований внаслідок бойових дій.[18] У Мінську німецькими окупаційними властями було створено три єврейські гетто, у яких за час окупації було закатовано і вбито більше 80 000 євреїв.
- 1 січня 1956: у Мінську почалися телевізійні трансляції.
- 26 червня 1974: отримав звання міста-героя[34].
- 26 червня 1984: введено в експлуатацію Мінський метрополітен.
- 27 липня 1990: столиця незалежної Білорусі.
- 5 вересня 1991: Мінська міська Рада народних депутатів затвердила історичний герб міста.

## Географія
Мінськ розташований на південно-східних схилах Мінської височини. Середня висота над рівнем моря 220 м. Найвища частина Мінська розміщується на ділянці між вулицями Тімірязєва та Харківською (біля Раківського шосе). Її абсолютна висота 280,4 м. Найнижча точка (181,4 м) знаходиться на південному сході міста в заплаві річки Свіслоч в районі Чижівка.

### Клімат
Клімат у Мінську помірно континентальний, із значним впливом атлантичного морського повітря (з частими циклонами). Літо тепле, але не спекотне. Зима м'яка, з частою відлигою.
Найтепліший місяць — липень з середньою температурою 17.7 °C (63.9 °F). Найхолодніший місяць — січень, з середньою температурою -6.9 °С (19.6 °F).
| Клімат Мінська          | Клімат Мінська | Клімат Мінська | Клімат Мінська | Клімат Мінська | Клімат Мінська | Клімат Мінська | Клімат Мінська | Клімат Мінська | Клімат Мінська | Клімат Мінська | Клімат Мінська | Клімат Мінська | Клімат Мінська |
| Показник                | Січ.           | Лют.           | Бер.           | Квіт.          | Трав.          | Черв.          | Лип.           | Серп.          | Вер.           | Жовт.          | Лист.          | Груд.          | Рік            |
| Абсолютний максимум, °C | 27             | 29             | 37             | 41             | 39             | 44             | 47             | 46             | 48             | 39             | 36             | 29             | 48             |
| Середній максимум, °C   | −3             | −2             | 2              | 10             | 17             | 20             | 21             | 21             | 15             | 8              | 2              | −1             | 9              |
| Середня температура, °C | −6,9           | −6,2           | −2             | 5,5            | 12,7           | 16             | 17,7           | 16,3           | 11,6           | 5,8            | 0,2            | −4,3           | 5,5            |
| Середній мінімум, °C    | −7             | −7             | −3             | 1              | 7              | 11             | 12             | 12             | 7              | 2              | −1             | −5             | 2              |
| Абсолютний мінімум, °C  | −49            | −47            | −37            | −33            | −17            | 9              | 16             | 17             | 15             | 2              | −7             | −39            | −49            |
| Норма опадів, мм        | 43             | 40             | 42             | 46             | 61             | 82             | 90             | 81             | 60             | 50             | 53             | 50             | 698            |
| ----------------------- | -------------- | -------------- | -------------- | -------------- | -------------- | -------------- | -------------- | -------------- | -------------- | -------------- | -------------- | -------------- | -------------- |
| Джерело: Weatherbase    |                |                |                |                |                |                |                |                |                |                |                |                |                |

### Водна система
Біля міста проходить вододіл басейнів Балтійського і Чорного морів. Через Мінськ протікає річка Свіслоч, у яку в межах міста впадають ще шість невеликих річок. Усі вони належать до Чорноморського басейну. Є водосховища: Дрозди, Криниця, Чижовське, Комсомольське тощо; Вілейсько-Мінська та Слеп'янська водні системи.

### Екологія
Республіканський центр радіаційного контролю і моніторингу навколишнього середовища контролює середньодобові концентрації твердих частинок РМ-10, діоксиду азоту, рівень формальдегіду, діоксиду вуглецю, дози гамма-випромінювання Після Чорнобильської катастрофи екологічна ситуація в Мінську зазнала значно менших змін, ніж в інших білоруських містах.

## Адміністративний поділ
Адміністративний поділ у Мінську було запроваджено у 1938 році у зв'язку зі значним ростом населення міста (218 тис. осіб). Постановою ЦВК БРСР від 17 березня 1938 року були утворені Сталінський (з 2 листопада 1961 року — Заводський), Ворошиловський (з 2 листопада — Совєтський) і Кагановицький (з 20 липня 1957 року — Кастричніцький) райони. Зараз місто розділене на 9 адміністративних районів:

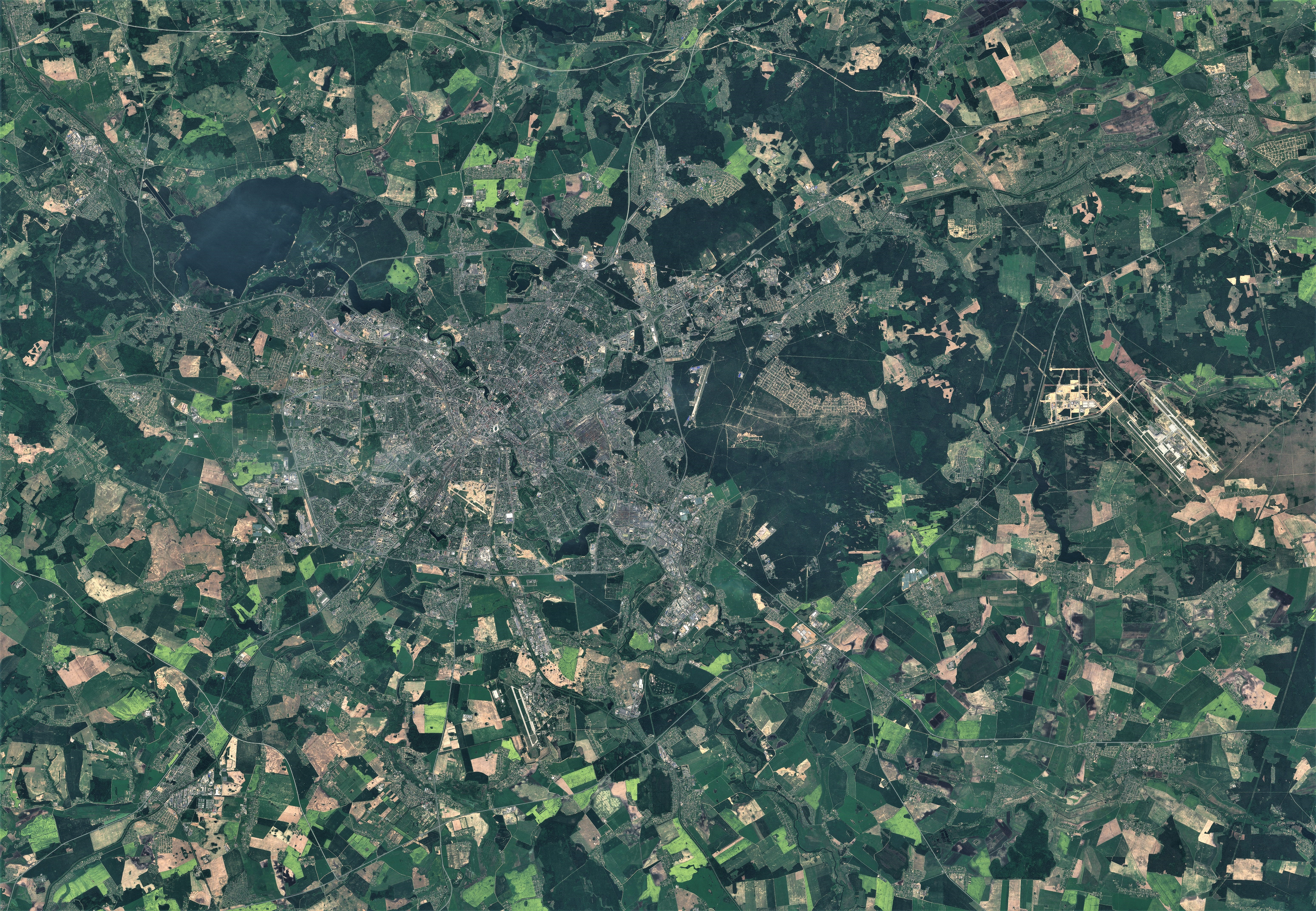
Мінськ з космосу (ЄКА)
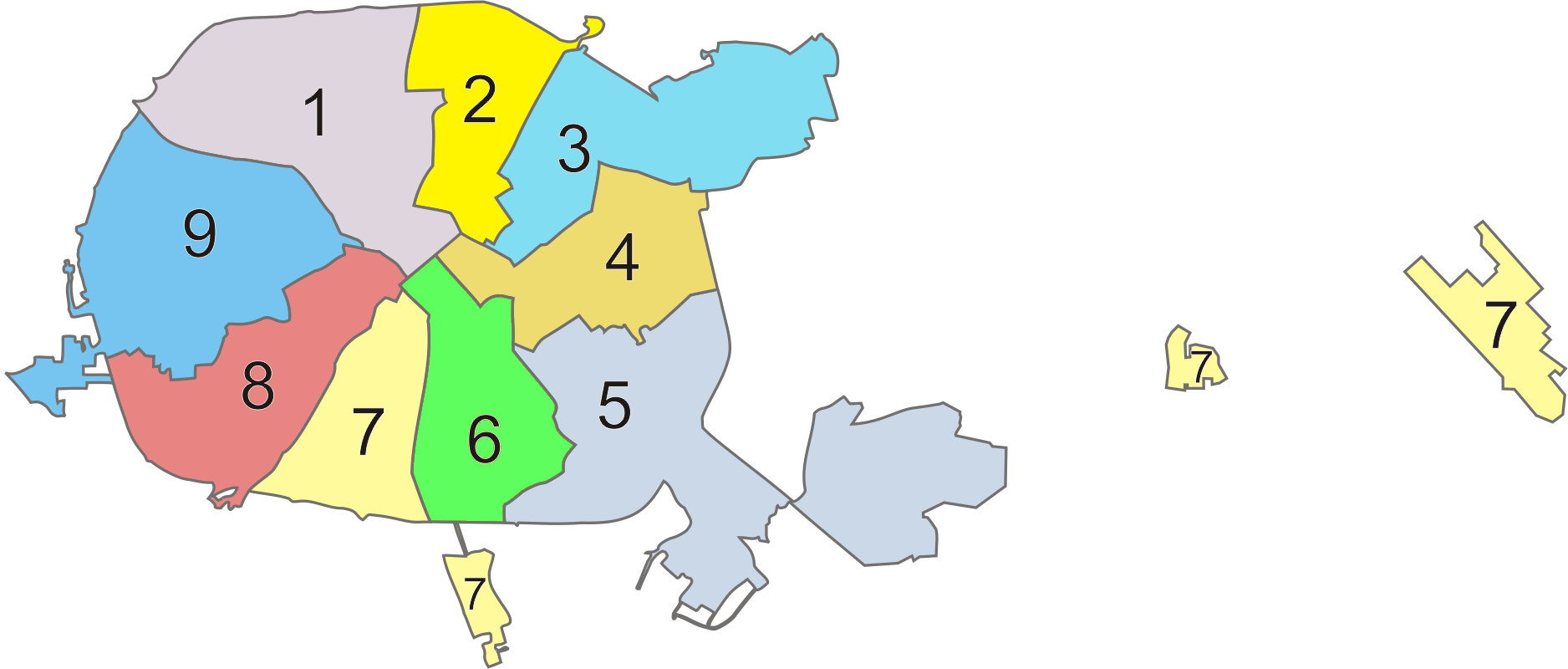
Адміністративний поділ Мінська

1. Центральний район
2. Советський район
3. Першотравневий район
4. Партизанський район
5. Заводський район
6. Ленінський район
7. Кастричніцький (Жовтневий) район
8. Московський район
9. Фрунзенський район

## Населення
| Зміна кількості населення Мінська у XVII—XXI століттях (тис. осіб) |
| ------------------------------------------------------------------ |

У 1909 році структура національного складу населення Мінська мала такий вигляд: євреї — 43,3 %, росіяни — 34,8 %, поляки — 11,4 %, білоруси — 8,2 %, татари — 1,3 %, німці — 0,9 %.  За переписом 1999 року в Мінську проживало 79,3 % білорусів, 15,7 % росіян, 2,4 % українців, 1 % поляків, 0,6 % євреїв, 0,1 % литовців, 0,1 % татар, 0,1 % циган тощо.
Динаміка національного складу Мінська за даними переписів населення:
|               | 1897   | 1926    | 1939    | 1959    | 1970    | 1979      | 1989      | 1999      | 2009      |
| ------------- | ------ | ------- | ------- | ------- | ------- | --------- | --------- | --------- | --------- |
| Білоруси      | 8 164  | 55 778  | 124 061 | 325 026 | 601 890 | 871 210   | 1 153 991 | 1 333 222 | 1 455 825 |
| Росіяни       | 23 208 | 12 617  | 28 711  | 116 327 | 214 260 | 282 977   | 325 125   | 264 020   | 184 070   |
| Українці      | 266    | 1 465   | 6 650   | 18 345  | 35 214  | 46 226    | 53 244    | 39 948    | 27 362    |
| Поляки        | 10 369 | 4 481   | 3 364   | 5 580   | 9 419   | 14 647    | 18 479    | 17 581    | 13 420    |
| Євреї         | 46 541 | 53 686  | 70 998  | 38 842  | 47 058  | 46 332    | 39 154    | 10 141    | 5 187     |
| Вірмени       |        | 16      | 142     |         | 687     | 1 096     | 1 746     | 2 039     | 1 955     |
| Татари        | 1 146  | 1 283   | 1 618   | 1 749   | 2 182   | 2 875     | 2 925     | 2 102     | 1 239     |
| Азербайджанці |        |         | 39      |         | 217     | 591       | 1 102     | 1 559     | 1 517     |
| Китайці       |        | 4       | 10      |         |         |           |           |           | 1 349     |
| Туркмени      |        |         |         |         |         |           |           |           | 1 016     |
| Литовці       | 43     | 547     | 377     |         | 757     | 695       | 892       | 724       | 935       |
| Араби         |        |         |         |         |         |           |           |           | 787       |
| Грузини       |        | 15      | 147     |         | 324     | 518       | 897       | 828       | 687       |
| Цигани        | 65     | 11      | 111     |         | 953     | 1 056     | 1 369     | 1 239     | 573       |
| Молдовани     |        | 10      | 21      |         | 360     | 496       | 839       | 511       | 392       |
| Казахи        |        |         | 74      |         | 223     | 297       | 526       | 189       | 386       |
| Афганці       |        |         |         |         |         |           |           |           | 326       |
| Турки         |        |         | 4       |         |         |           |           |           | 314       |
| Всього        | 90 912 | 131 482 | 238 948 | 509 667 | 917 428 | 1 273 496 | 1 607 077 | 1 680 567 | 1 697 340 |

Динаміка національного складу Мінська, %:
|          | 1897 | 1926 | 1939 | 1959 | 1970 | 1979 | 1989 | 1999 | 2009  |
| -------- | ---- | ---- | ---- | ---- | ---- | ---- | ---- | ---- | ----- |
| Білоруси | 9,0  | 42,4 | 51,9 | 63,8 | 65,6 | 68,4 | 71,8 | 79,3 | 85,8  |
| Росіяни  | 25,5 | 9,6  | 12,0 | 22,8 | 23,4 | 22,2 | 20,2 | 15,7 | 10,8  |
| Українці | 0,3  | 1,1  | 2,8  | 3,6  | 3,8  | 3,6  | 3,3  | 2,4  | 1,6   |
| Поляки   | 11,4 | 3,4  | 1,4  | 1,1  | 1,0  | 1,2  | 1,1  | 1,0  | 0,8 % |
| Євреї    | 51,2 | 40,8 | 29,7 | 7,6  | 5,1  | 3,6  | 2,4  | 0,6  | 0,3   |

Національний склад у районах міста за даними перепису 2009 р.:
|                     | населення | білоруси | росіяни | українці | поляки | євреї |
| ------------------- | --------- | -------- | ------- | -------- | ------ | ----- |
| Заводський район    | 238 798   | 84,7 %   | 7,8 %   | 1,2 %    | 0,7 %  | 0,2 % |
| Ленінський район    | 215 151   | 82,5 %   | 8,7 %   | 1,3 %    | 0,8 %  | 0,2 % |
| Московський район   | 270 240   | 80,4 %   | 8,1 %   | 1,2 %    | 0,7 %  | 0,2 % |
| Октябрьський район  | 155 061   | 79,8 %   | 9,5 %   | 1,4 %    | 0,8 %  | 0,2 % |
| Партизанський район | 97 592    | 78,1 %   | 12,2 %  | 1,8 %    | 0,7 %  | 0,4 % |
| Первомайський район | 213 985   | 73,6 %   | 13,5 %  | 2,1 %    | 0,7 %  | 0,4 % |
| Совєтський район    | 162 315   | 74,6 %   | 13,0 %  | 1,8 %    | 0,7 %  | 0,5 % |
| Фрунзенський район  | 372 431   | 79,9 %   | 9,0 %   | 1,3 %    | 0,8 %  | 0,2 % |
| Центральний район   | 111 235   | 74,2 %   | 13,2 %  | 1,9 %    | 0,8 %  | 0,5 % |
| Мінськ              | 1 836 808 | 79,3 %   | 10,0 %  | 1,5 %    | 0,7 %  | 0,3 % |

### Освіта

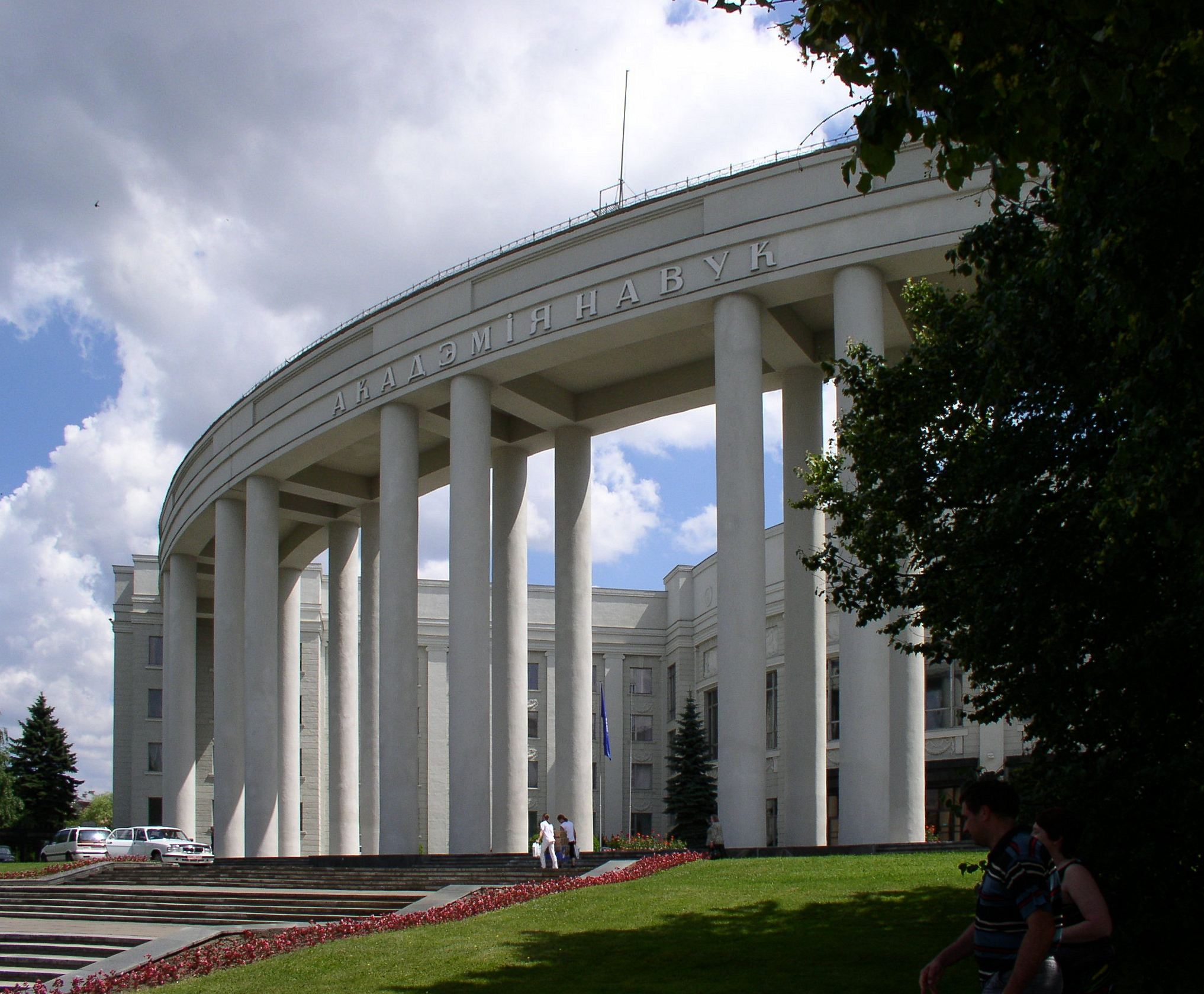
Академія наук Білорусі

У Мінську 818 навчальних закладів: від дошкільних до вищих. Під управлінням освітнього комітету Мінміськвиконкому знаходиться 760 освітніх установ, серед яких 405 — дошкільної освіти, 27 закладів професійно-технічної освіти, 24 — позашкільної освіти та виховання. У мережі закладів загальної середньої освіти функціонує 251 установи, у тому числі 2 ліцеї, 2 гімназії-коледжі, 34 гімназії, 10 початкових шкіл, 4 школи-дитсадка, 184 загальноосвітні школи, 5 шкіл-інтернатів, 6 вечірніх шкіл.
Для навчання та виховання дітей з особливостями психо-фізичного розвитку створена диференційована мережа установ і структур спеціальної освіти: 8 спеціальних шкіл (шкіл-інтернатів), 9 центрів корекційно-розвивального навчання та реабілітації, інтегровані і спеціальні класи у 93-х середніх школах; в 262 дошкільних закладах спеціальні групи, пункти корекційно-педагогічної допомоги та інтегровані групи.
З метою організації дозвілля учнів та студентської молоді діють 13 районних центрів позашкільної роботи, Мінський державний палац дітей та молоді, державний туристсько-екологічний центр, 7 спортивних дитячо-юнацьких шкіл олімпійського резерву, 9 дитячо-юнацьких клубів фізичної підготовки.
У Мінську діє 31 вищий і 27 середніх спеціальних навчальних закладів. Найбільш поширеною та затребуваною є денна форма навчання, за якою займається 2/3 студентів. Найвідоміші вищі навчальні заклади: Білоруський державний університет, Академія управління при Президентові Республіки Білорусь, Білоруський державний університет інформатики та радіоелектроніки, Білоруська державна академія музики, Білоруський державний університет фізичної культури тощо.
Нині національна вища школа готує фахівців з 360 спеціальностей за понад 1000 напрямками і спеціалізаціями. У Мінську знаходиться Національна академія наук Білорусі.

### Медицина
Державна система охорони здоров'я Мінська сьогодні складається з 12 стаціонарних лікувальних установ для дорослого населення, 4 дитячих клінічних лікарень, 9 диспансерів, міського пологового будинку, 2 центрів реабілітації дітей, лікарні паліативного лікування «Хоспіс», 33 міських поліклінік для дорослого населення, двох медичних амбулаторій, 18 дитячих поліклінік, консультативно-діагностичного центру, центру пластичної хірургії та косметології. Стоматологічна допомога надається у 11 міських стоматологічних поліклініках, міській дитячій стоматологічній поліклініці та інших. На підприємствах і в установах міста функціонують 13 медичних та 161 фельдшерських пунктів здоров'я. У 64 амбулаторно-поліклінічних закладах функціонують денні стаціонари на 1473 ліжка, в 14 міських поліклініках — домашні стаціонари.
Швидка і невідкладна допомога здійснюється силами 146 бригад міської станції швидкої медичної допомоги.

### Культура

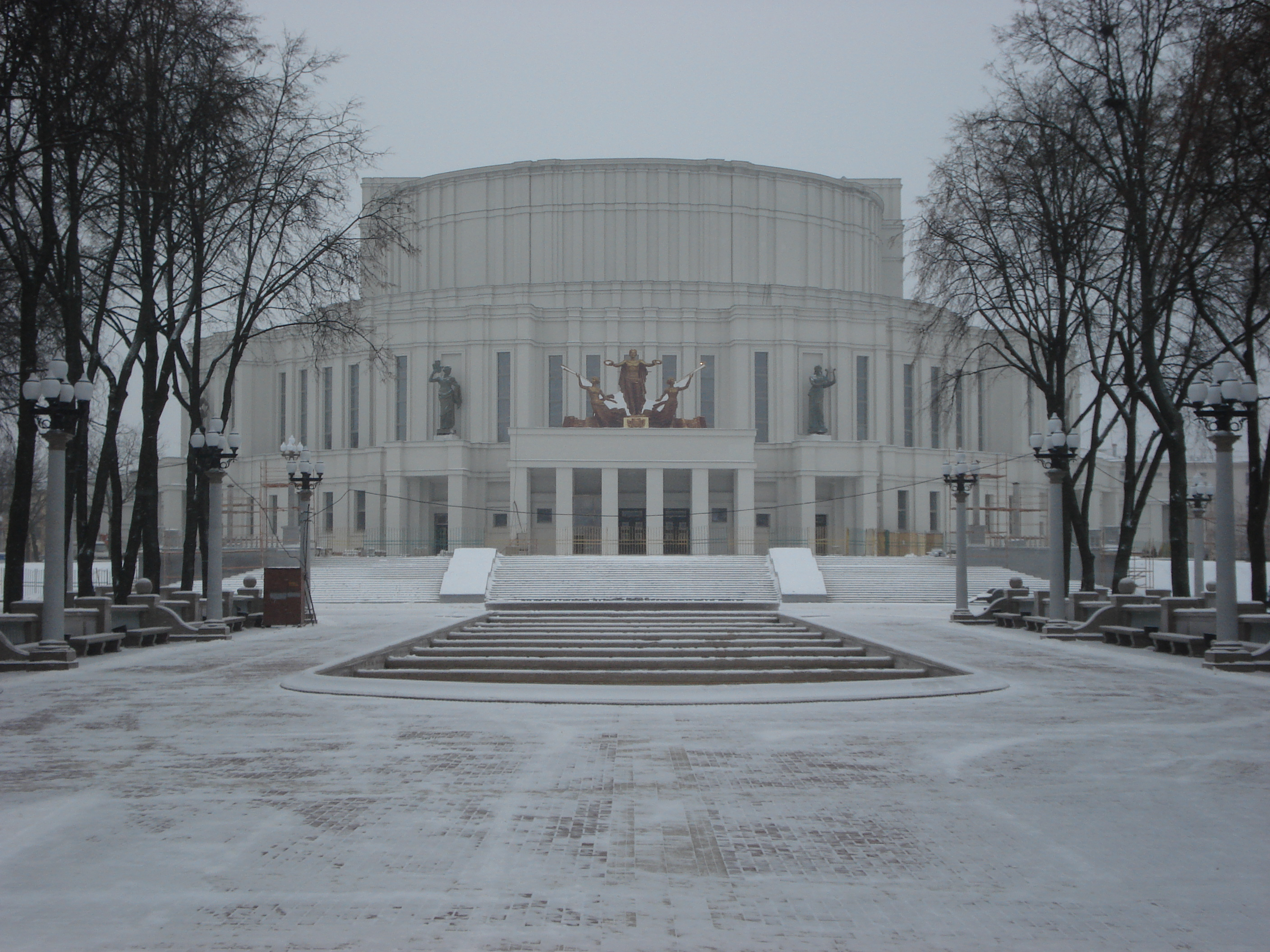
Театр опери та балету

Мінськ має дуже багато історико-культурної, духовної та інтелектуальної спадщини. Архітектурні пам'ятки, музеї, театрально-концертна сфера, розвинута мережа культурно-просвітницьких установ, плеяда талановитих, високопрофесійний діячів мистецтва складають величезний культурно-творчий потенціал, невичерпні можливості для розвитку духовного життя мінчан. Всього до системи культури столичного та державного підпорядкування входять 12 театрів, 120 бібліотек, 18 музеїв, 36 закладів клубного типу, 8 вищих і середніх спеціальних навчальних закладів, 27 дитячих шкіл мистецтв, понад 10 концертних організацій і самостійних творчих колективів.
Функціонують Білоруська державна філармонія, цирк, кіностудія «Білорусьфільм», зоопарк, 11 будинків культури, 9 палаців культури, у тому числі Палац Республіки, 8 народних театрів.

## Економіка
Мінськ — найбільший промисловий центр Білорусі, в якому  розташовані такі потужні складальні підприємства, як Мінський тракторний завод, що випускає близько 8-10 % від світового обсягу ринку колісних тракторів, а також завод Амкодор — виробник дорожньо-будівельної та іншої спеціалізованої техніки та обладнання. Мінськ — великий виробник дорожньої техніки, найбільші підприємства в цій галузі — Мінський автомобільний завод, що випускає великовантажні автомобілі, автобуси, тролейбуси і причіпну техніку, Мінський завод колісних тягачів VOLAT і виробник дизельних двигунів Мінський моторний завод. На початку 1990-х років на базі ремонтного трамвайно-тролейбусного заводу було організовано нове підприємство — Белкомунмаш, яке зараз є одним з найбільших у східній Європі виробників електротранспорту.
Окрім великих транспортних підприємств, існує ряд інших: фабрика високоточної оптики Цейс-БЕЛома і лазерів ЛЕМТ. Виробляються телевізійна техніка марки «Горизонт», побутова техніка «Атлант» Мінського заводу холодильників, а також рідкокристалічні екрани і мікросхеми на заводі Інтеграл.
2007 року розпочалось будівництво бізнес-центру «Royal-Plaza», 2008-го року — житлового комплексу «Ветразь» — найвищих хмарочосів Білорусі.

## Транспорт

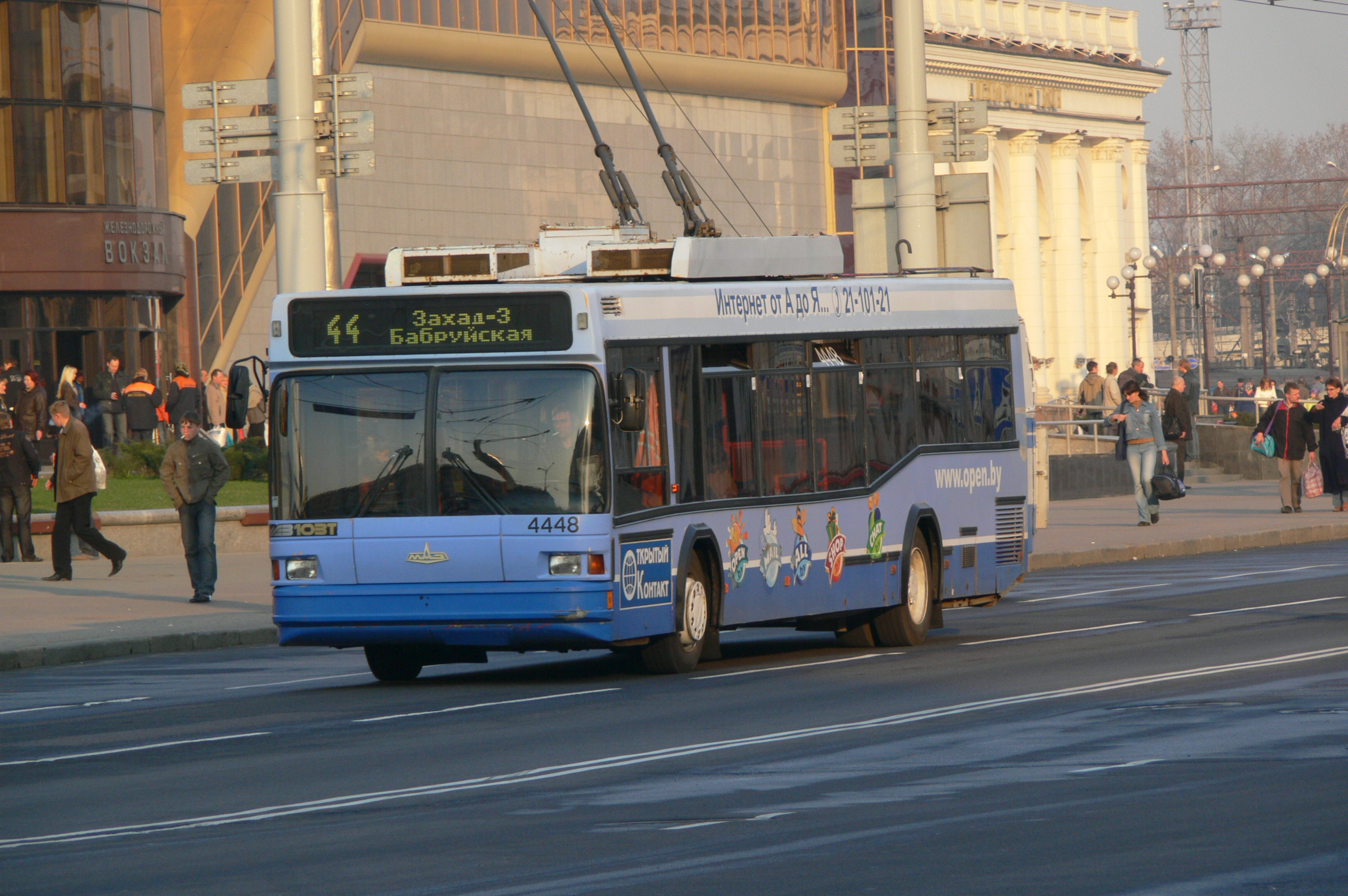
МАЗ 103Т біля вокзалу Мінськ-Пасажирський

Мінськ — великий транспортний центр. Перевезення пасажирів здійснюється на 9 трамвайних маршрутах, близько 70 тролейбусних, понад 100 автобусних, три лінії метрополітену, чимало маршрутних таксі.
У місті знаходяться Центральний автовокзал, декілька автобусних і залізничних станцій. Міжнародний аеропорт Мінськ-2 за 40 км від міста і з'єднаний висококласною автомагістраллю з центром міста. Довжина Мінської кільцевої автодороги становить понад 56 км.
У місті працюють міські автобуси виробництва Мінського автомобільного заводу: 12-метрові МАЗ-103 і МАЗ-104, 18-метрові зчленовані «гармошки» МАЗ-105 на базі МАЗ-104 і 14-метровий тривісний подовжений автобус МАЗ-107.
Мінськ має велику тролейбусну систему, на якій працюють такі моделі тролейбусів як МАЗ 103Т виробництва МАЗу, що був розроблений на базі міського автобуса МАЗ 103. Також працюють тролейбуси виробництва мінського заводу Белкомунмаш: АКСМ-101 (той же ЗіУ-682, перше покоління БКМ); 12-метрові АКСМ-201 і 18-метрові АКСМ-213; 12-метровий АКСМ-221, який повністю уніфікований з МАЗ-103Т та МАЗ-103 (друге покоління БКМ); 11,8-метровий БКМ-321 та новий зчленований БКМ-333, особливістю якого стала дизельно-генераторна установка дизельного двигуна APU (третє покоління); четверте покоління тролейбусів, представлене розробкою тролейбуса БКМ-420, який обладнаний акумуляторними батареями для забезпечення автономного ходу.

## Спорт
Станом на 2007 рік у Мінську було 3519 спортивних споруд, у тому числі 18 великих стадіонів, 664 спортивні зали, 57 плавальних басейнів, 6 манежів, 5 спортивних споруд зі штучним льодовим покриттям, 138 стрілецьких тирів. Серед найбільших: Мінський палац спорту, «Мінськ-Арена», Палац водного спорту, футбольний манеж, Мінський льодовий палац спорту, палац тенісу, стадіони «Динамо», «Трактор», спортивний оздоровчий комплекс «Олімпійський» та ін.
Мінський футбольний клуб «Динамо» — чемпіон СРСР, багаторазовий чемпіон Білорусі; хокейні клуби «Динамо», «Юність» та «Керамін» — чемпіони країни останніх сезонів; чоловічий гандбольний клуб СКА — неодноразовий переможець єврокубків, чемпіонатів СРСР та Білорусі.

## Інформація для туристів

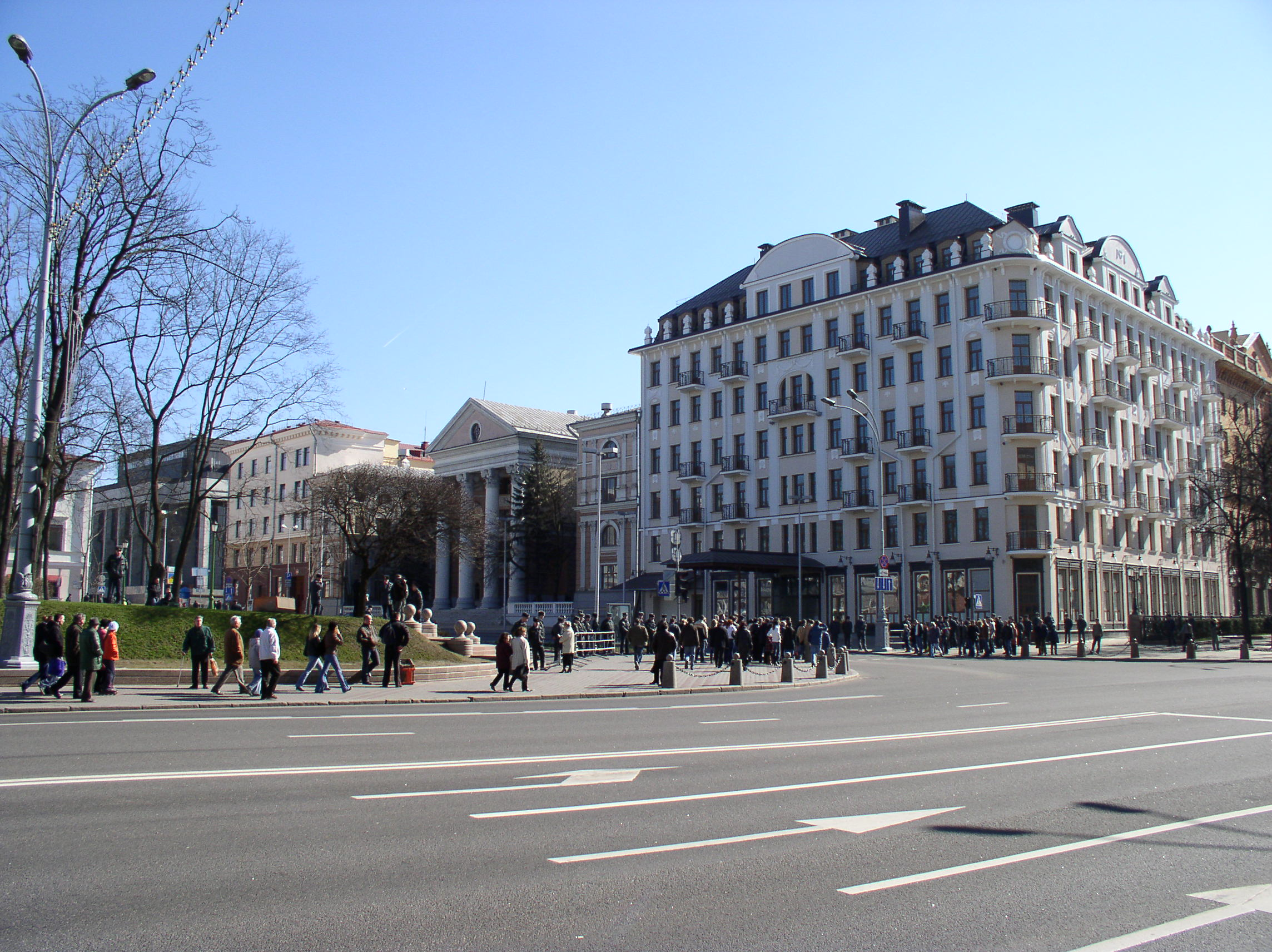
Готель «Європа»

Столиця Білорусі — перспективний центр туризму міжнародного значення. У Мінську створено туристичні зони Верхнє місто, Лошицький садибно-парковий комплекс, туристичні маршрути «Музеї Мінська», «Мінськ театральний», «Мінськ археологічний», «Пам'ятки забудови міста XVIII — початку XX століття», «Мінськ — столиця Республіки Білорусь», «Місто на Менці» тощо.
- Готелі: «Crowne Plaza», «Агат», «Академічний», «Алгоритм», «Білорусь», «Вікторія», «Дружба», «Жалонь», «Журавінка», «Зірка», «Олімпієць», «Орбіта», «Мінськ», «Паркова», «Планета», «Політ», «Спорт», «Супутник», «Стандарт», «Турист», «Урсула», «Експрес», «Європа», «Ювілейний», «40 років Перемоги», МВС, Мінського моторного заводу, РУП «МАЗ» (готелі і готельний комплекс), «МТЗ», спортивного клубу міністерства оборони, кіностудії «Білорусьфільм» тощо.

- Пам'ятники: Янці Купалі, Якубу Коласу, М. Богдановичу, Ф. Скорині, А. Міцкевичу, Я. Дроздовичу, М. Горькому, Т. Шевченку, О. Пушкіну; на території університетського містечка БДУ пам'ятники: Єфросинії Полоцької, Кирилу Туровському, Ф. Скорині, М. Гусовському, С. Будному, В. Тяпинському.

### Історико-архітектурні пам'ятки

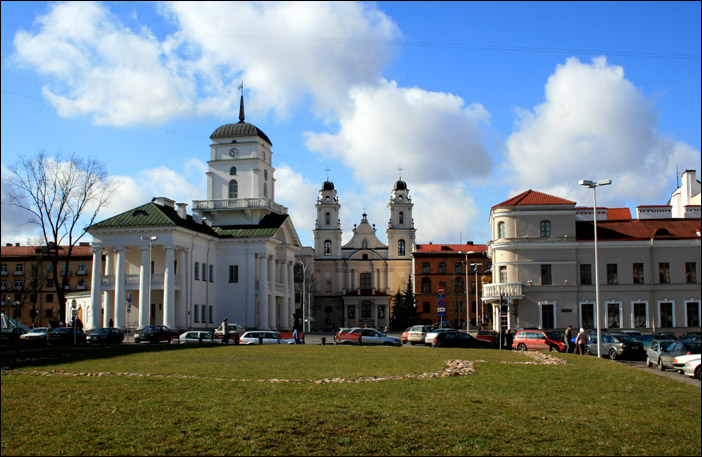
Високий Ринок

- Високий Ринок (Верхнє місто) (XVI—XX століття)
- Пищалівський замок (1825).
- Культові споруди:
  - Греко-католицькі: Свято-Вознесенська церква (1620[45]) при Свято-Вознесенському монастирі (мури церкви, ймовірно, були використані при побудові будинку Міністерства оборони[46]), церква Св. Духа (XVII ст.), монастир василянів Св. Духа (XVII століття), монастир василянок Св. Духа (XVI століття), монастир василянок Св. Трійці (1799–1800).
  - Католицькі: Архікафедральний собор Пресвятої Діви Марії (XVIII століття) і фрагмент колегіуму єзуїтів (XVIII століття, істотно перебудований у 1968), Собор Святого Йозефа й монастир бернардинців (не повернутий католикам) (1644), Собор Святих Симона та Олени (1908–1910), Собор Присвятійшої Трійці на Золотій Гірці (1861–1864), Собор Воздвиження Святого Хреста в Кальварії (1839–1841), собор і монастир маріявіток (нині Суворовське училище) (1811), фрагмент монастиря кармелітів[47] (XVIII століття).

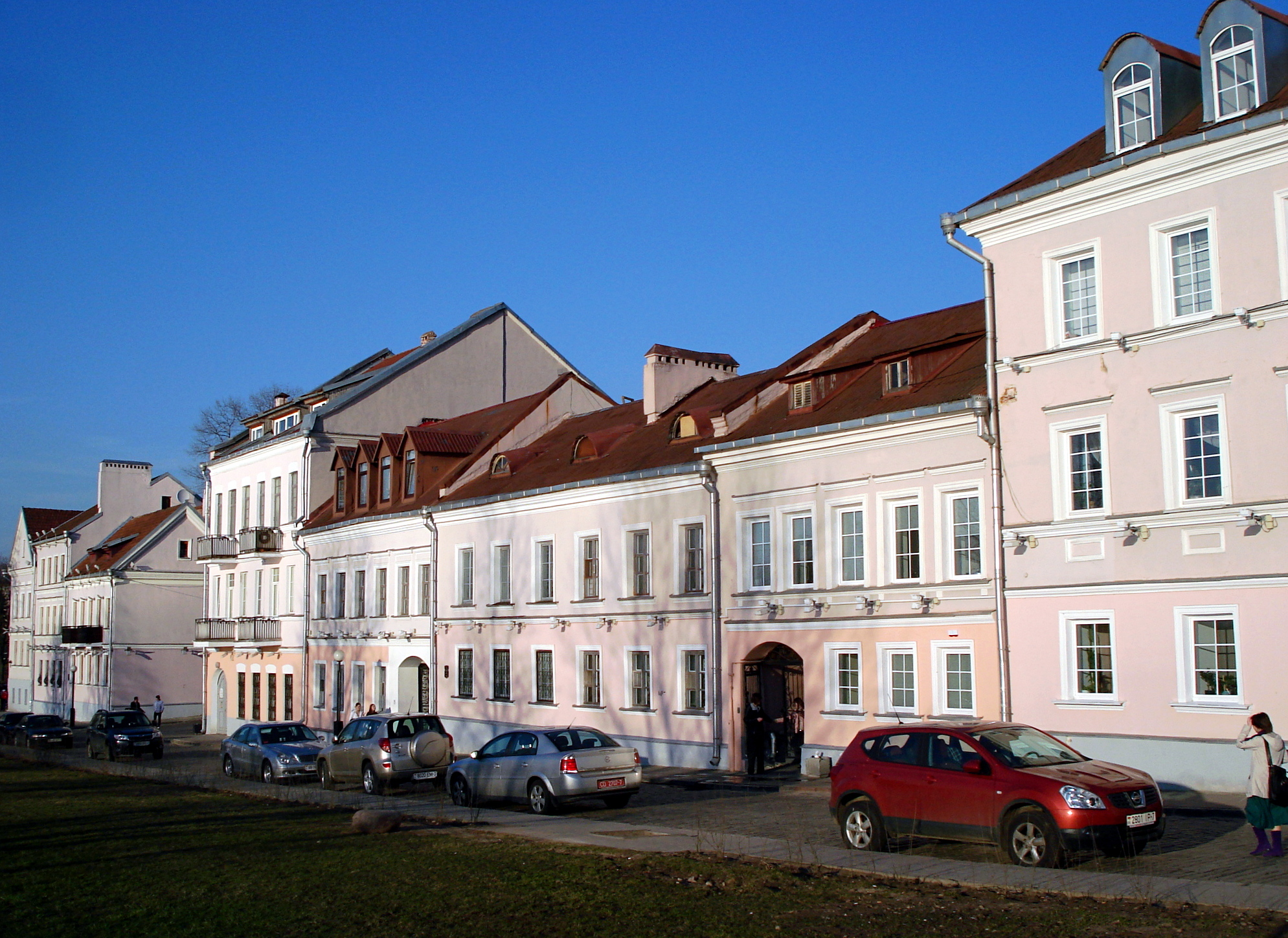
Троїцьке передмістя

- - Православні: Церква Св. Олександра Невського (1896–1898), Церква Св. Марії Магдалени (1847), Церква Св. ап. Петра і Павла (XVII століття), Храм — пам'ятник Всіх Святих (XXI століття).
  - Юдейські: Хоральна синагога (1906), Головна синагога (1913), Китаївська синагога (1874), Синагога Зальцмана (1864), єшива (1888).

- Куропати.
- Кладовища: єврейське (1868–1946), Кальварійське, Східне, Військове.
- Пам'ятні адреси БНР: Енгельса, 7 / Міський театр; Володарського, 9 / Серпуховська, 9; Володарського, 12 / Серпуховська, 6; Свободи пл., 7 / Будинок губернатора; Незалежності пр., 26 / Ювілейний будинок; Леніна, 13 / Губернаторська, 32.
- Палаци, садиби: Садибно-парковий комплекс Одадурова (XIX століття), Садибно-парковий комплекс Любанських у Лошиці (XVII—XIX століття), Садиба Ваньковичів у Великій Слепянці (XIX століття), Садиба Ваньковичів на Високому Ринку (XIX століття).
- Передмістя: Грушовка, Лютеранське, Раковське, Троїцьке.
- Ратуша (XVII століття, відбудована у 2003 році).
- Сади та сквери: Сад ботанічний (1932), Сад губернаторський (XIX століття), Сквер Олександрівський (XIX століття), Музей валунів.

## Галерея

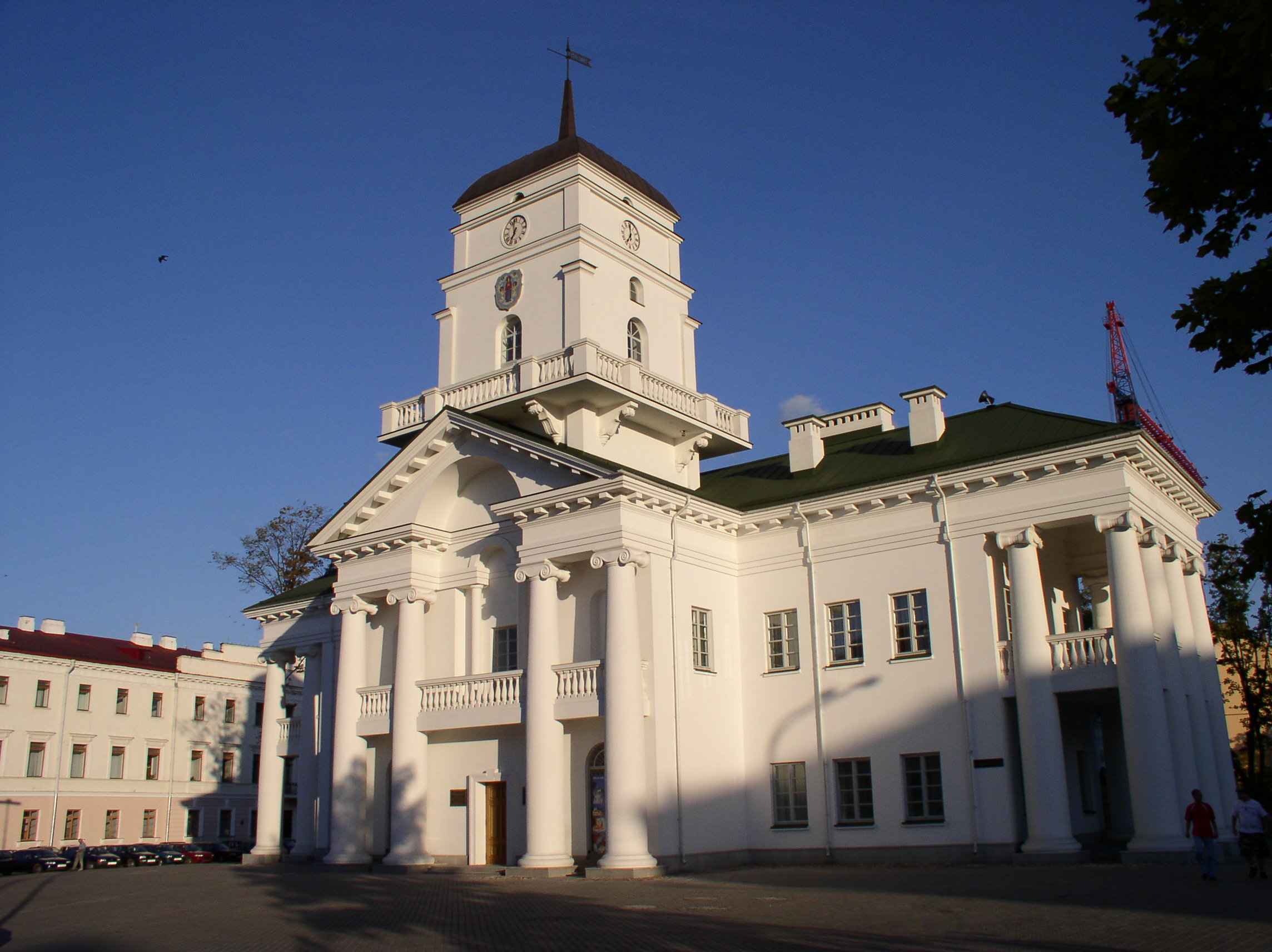
Міська ратуша
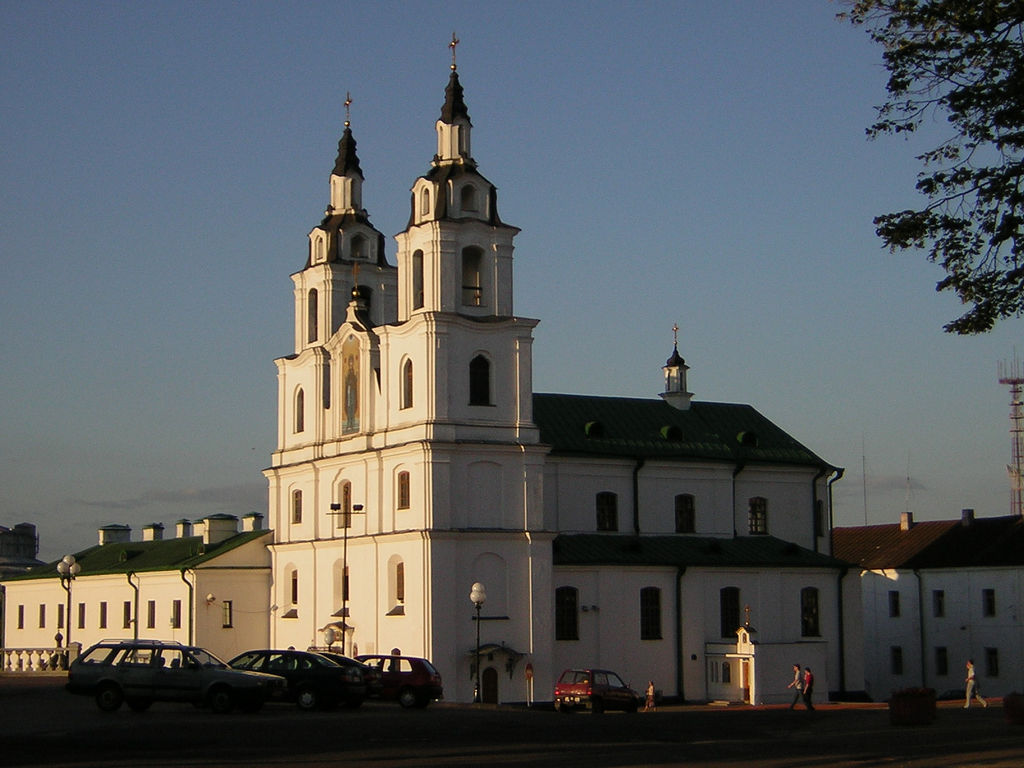
Колишній собор бернардинок (нині — кафедральний собор)
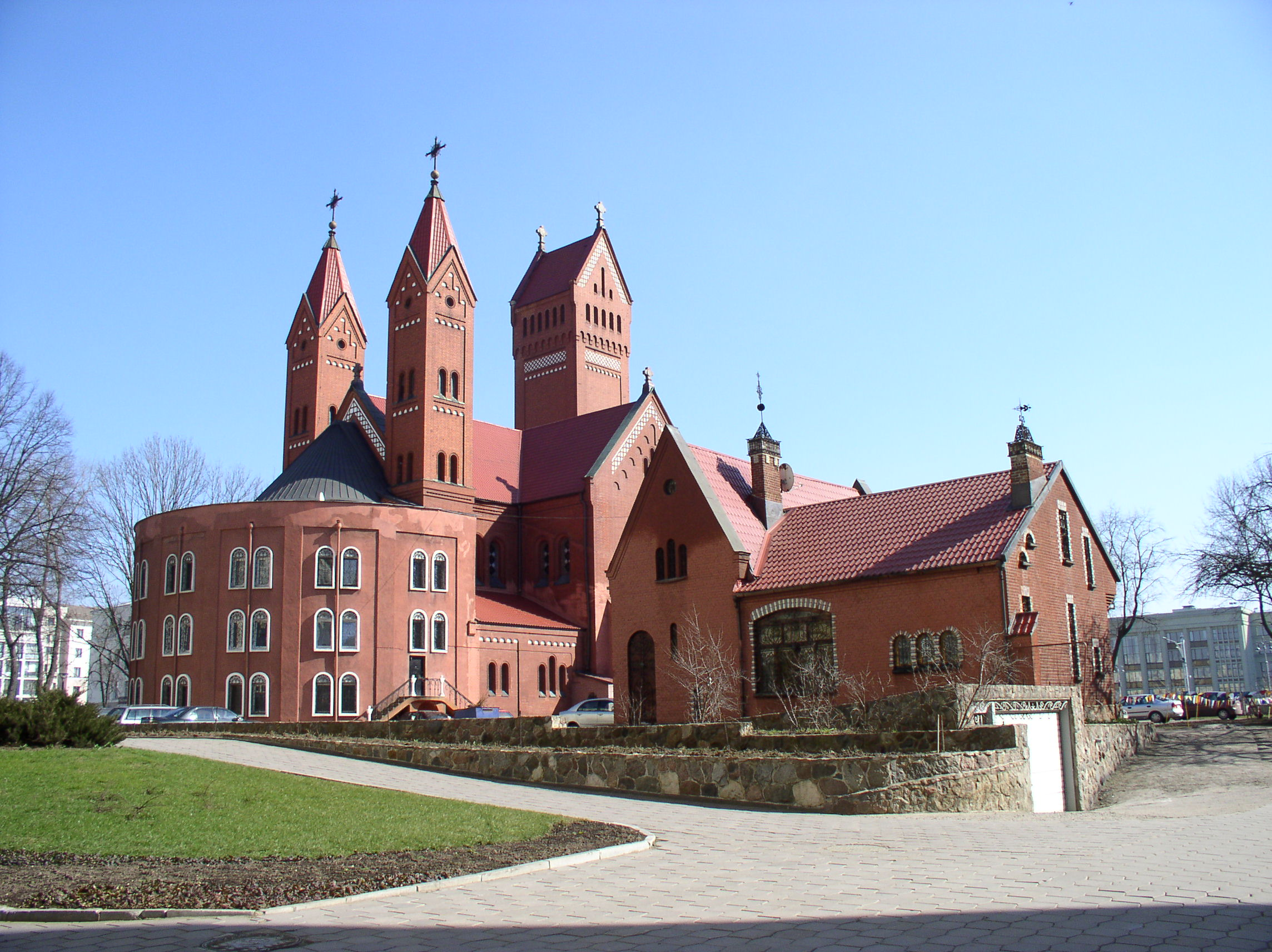
Собор Святих Симона та Олени
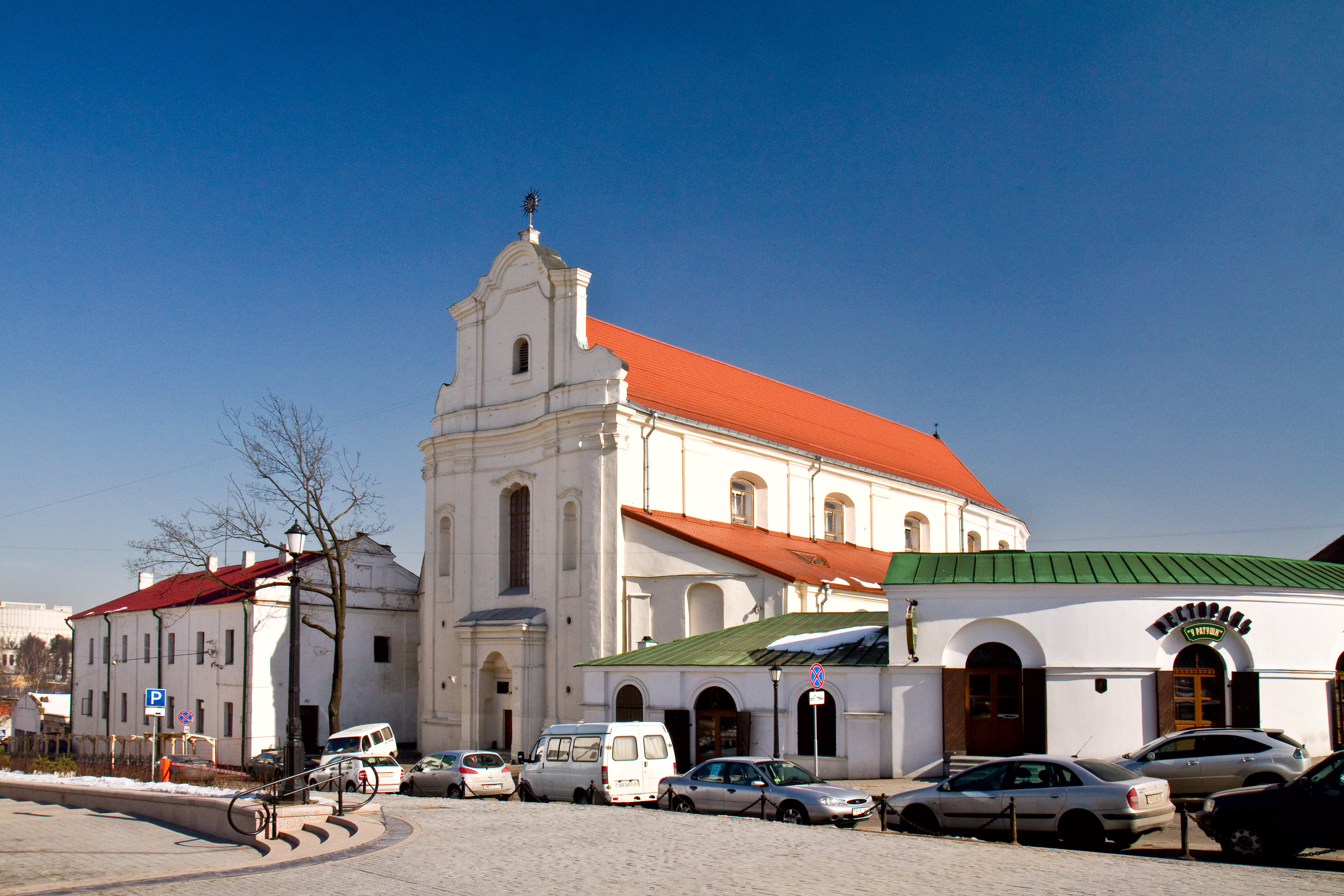
Костел святого Йосипа
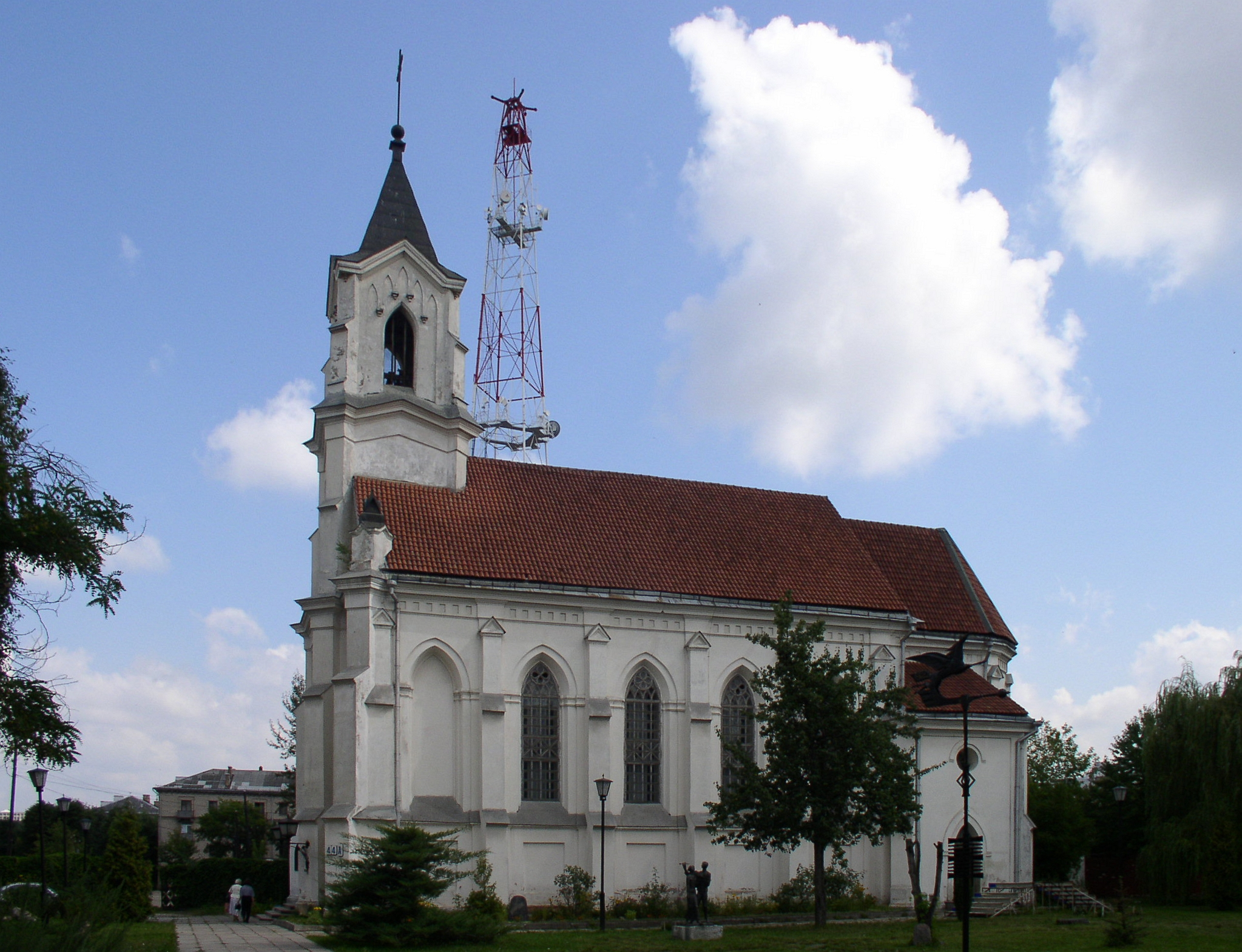
Костел Найсвятішої Трійці
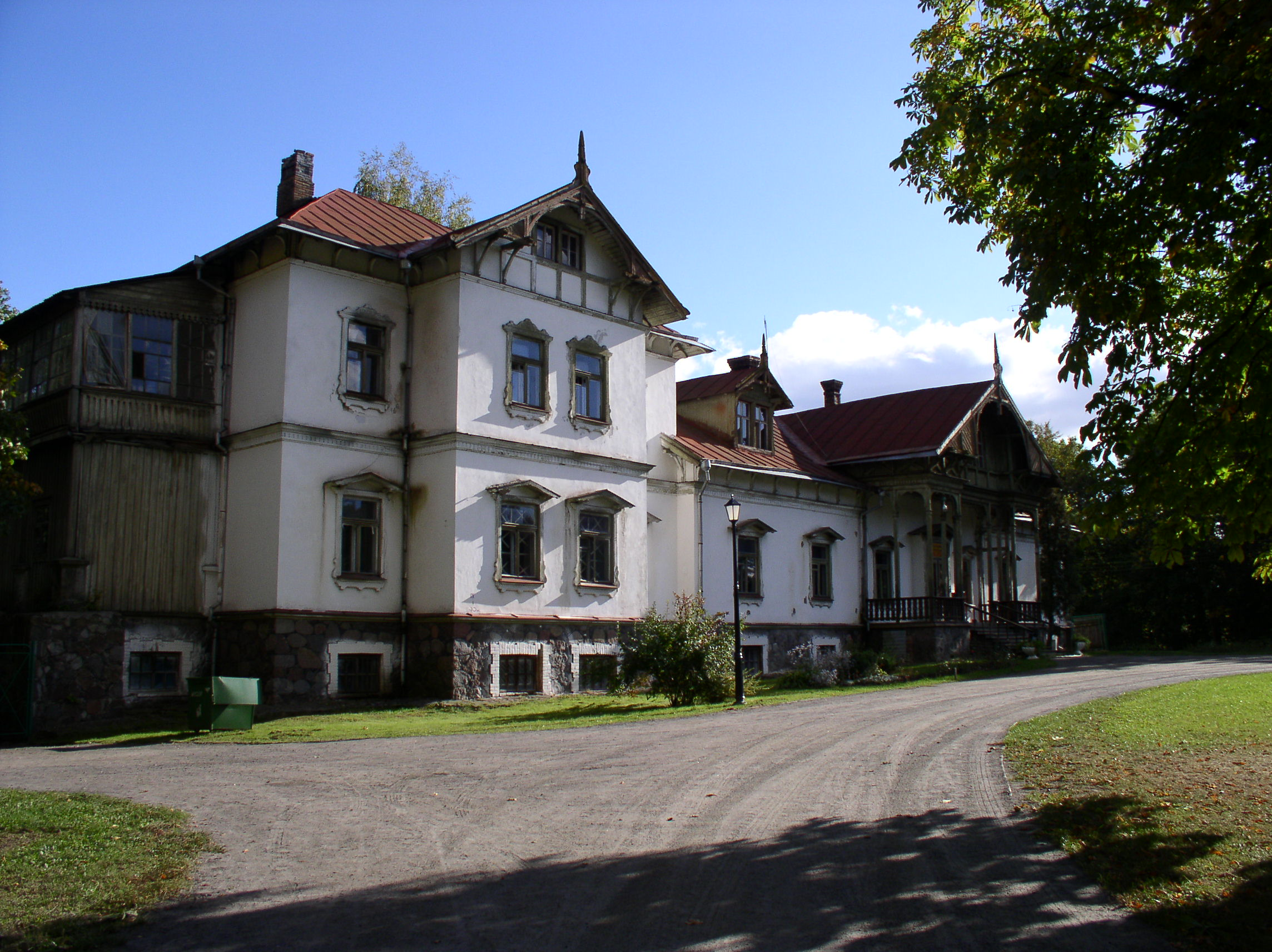
Садиба Любанських у Лошиці
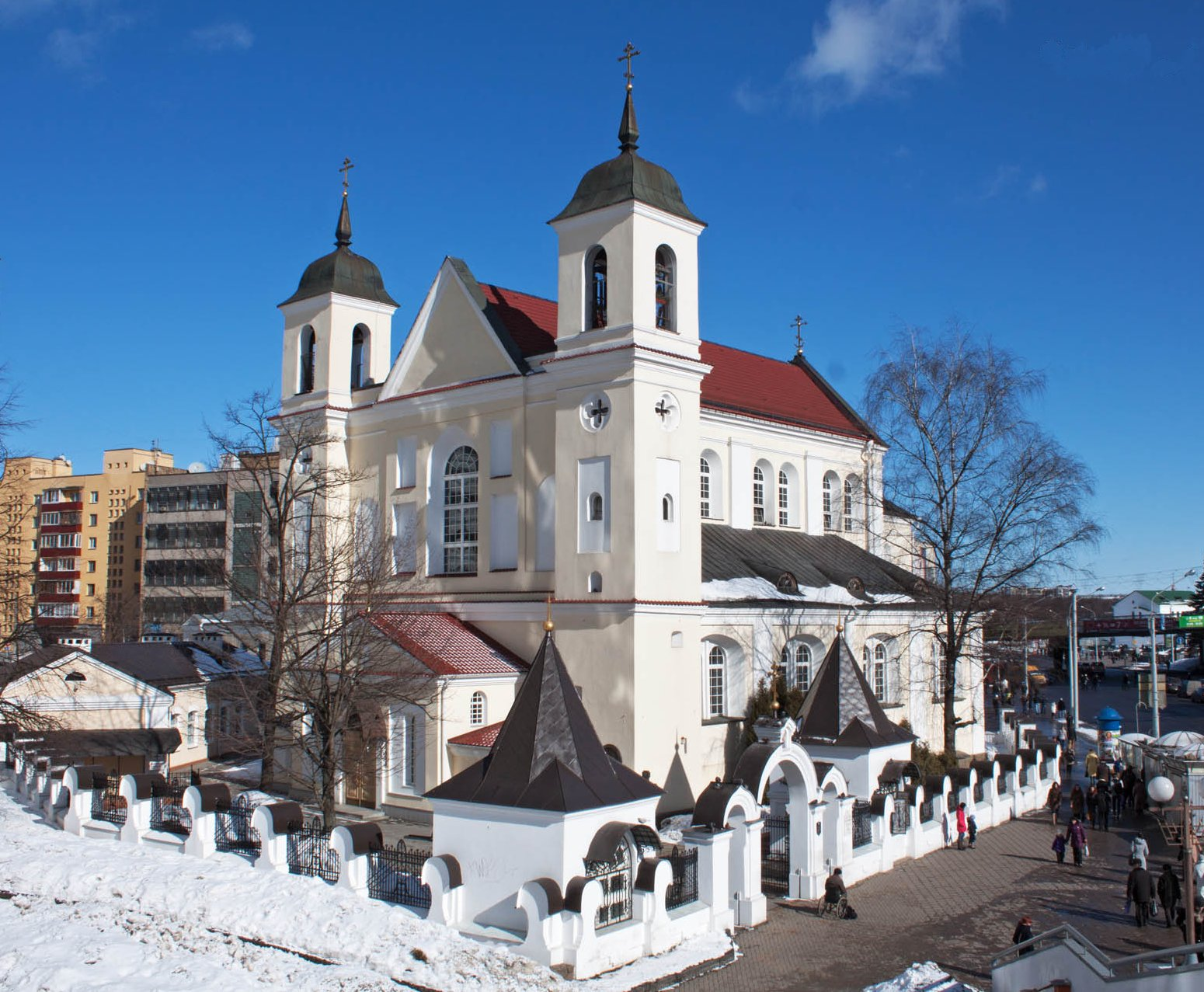
Церква свв. апп. Петра й Павла
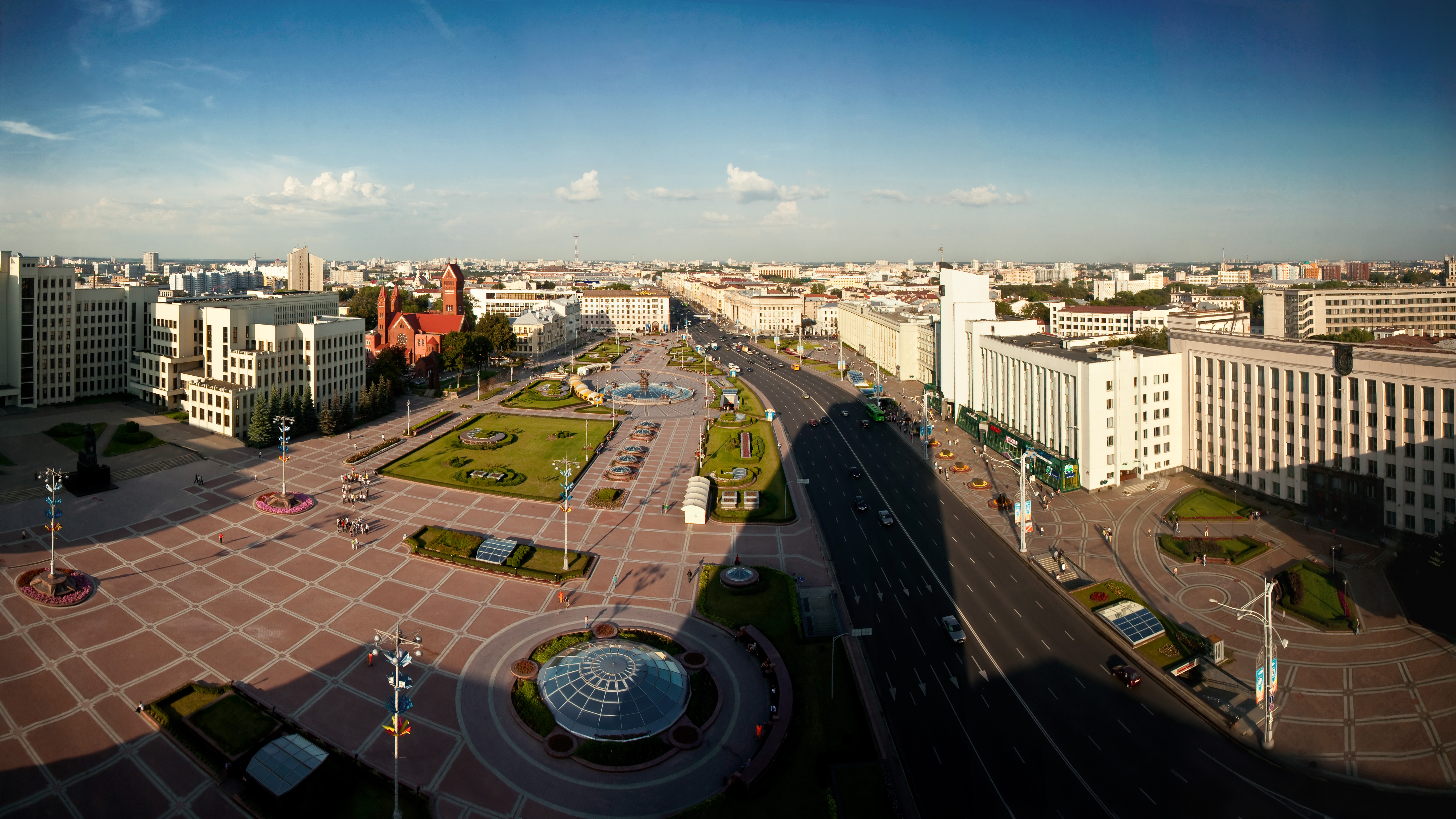
Площа Незалежності

## Міжнародні відносини
У Мінську розташовуються практично всі посольства країн, з якими Білорусь має дипломатичні відносини. Тут знаходяться понад 40 іноземних посольств, 2 генеральних консульства, 9 почесних консульств, представництва міжнародних організацій (ООН, ОБСЄ, МВФ, ЮНІСЕФ та інші). Крім Мінська, дипломатичні установи інших країн у Білорусі розташовуються тільки в Бресті (консульський пункт Монголії, генеральні консульства Республіки Польща, Російської Федерації та України), Гродно (генеральні консульства Литовської Республіки та Республіки Польща) і у Вітебську (консульство Латвійської Республіки).

### Міста-побратими
- Єреван, Вірменія (червень 2002)[48]
- Іжевськ, Росія (25 лютого 2020)[49]
- Абу-Дабі, ОАЕ (2007)[50]
- Айя Напа, Кіпр[51]
- Анкара, Туреччина (2007)[50]
- Бейкерсфілд, США[50]
- Белград, Сербія
- Белу-Оризонті, Бразилія (1987)
- Бенгалуру, Індія (1986)[50]
- Бонн, Німеччина (1993)[52]
- Брашов, Румунія (2005)[53]
- Брянськ, Росія (січень 2014)[54]
- Бішкек, Киргизстан (1997)
- Вільнюс, Литва[55]
- Гавана, Куба (2005)
- Газіантеп, Туреччина (20 вересня 2018)[2][3][4]
- Детройт, США (1979)
- Душанбе, Таджикистан (1998)
- Ейндговен, Нідерланди (1994)[56]
- Калуга, Росія (2015)
- Калінінград, Росія (1997)[57]
- Каліш, Республіка Польща
- Каракас, Венесуела
- Каїр, Єгипет
- Кишинів, Молдова (29 червня 2000)[58]
- Київ, Україна (5 липня 1997)[59]
- Лодзь, Республіка Польща (1993)
- Ліон, Франція (1976)
- Мурманськ, Росія (21 серпня 2014)[60]
- Невер, Франція
- Нетанья, Ізраїль[61]
- Нижній Новгород, Росія (2007)
- Новосибірськ, Росія (2012)
- Ноттінгем, Велика Британія (1966)[62]
- Одеса, Україна (29 квітня 1996)[63]
- Омськ, Росія (3 березня 2013)[64]
- Пекін, КНР (26 квітня 2016)
- Потсдам, Німеччина
- Райнікендорф, Німеччина
- Рига, Латвія
- Санкт-Петербург, Росія (2000)[65]
- Сендай, Японія (6 квітня 1973)
- Тбілісі, Грузія (1994)[66][67]
- Тегеран, Іран (2006)
- /  Тирасполь, Молдова / Придністров'я
- Ульяновськ, Росія (2015)
- Хараре, Зімбабве (2023)[68]
- Чанчунь, КНР (18 травня 1992)[69]
- Шанхай, КНР (2019)

## Відомі особи
Уродженці міста
- Александрович Андрій Іванович — білоруський радянський поет.
- Бахаревіч Альгерд Іванович — білоруський письменник і перекладач.
- Бородуля Олександр Сергійович — білоруський хокеїст, воротар.
- Верамейчик Дмитро Вікторович — білоруський хокеїст, нападник.
- Горецький Радим Гаврилович — білоруський вчений-геолог.
- Гроть Денис Чеславович — російський хокеїст, захисник.
- Єкельчик Юрій Ізраїльович (1907—1956) — радянський кінооператор.
- Іванкова Анастасія Володимирівна — білоруська гімнастка, олімпійська чемпіонка.
- Кондратович Лука Лукич — військовий діяч, член Української Центральної Ради.
- Мирослав Лозовський (1973—2023) — білоруський громадсько-політичний діяч, один із лідерів «Білого легіону».
- Морщенок В'ячеслав В'ячеславович — білоруський хокеїст, нападник.
- Олесь Гарун — білоруський поет, прозаїк, публіцист.
- Омельянчук Сергій Петрович — білоруський футболіст.
- Парфенков Василь — білоруський громадський активіст, політв'язень, боєць Батальйону «ОУН» у війні на сході України.
- Ржецька Лідія Іванівна (1899 — 1977, Мінськ) — білоруська актриса, народна артистка СРСР (1955).
- Самусик Ольга — білоруська рок-співачка та журналістка.
- Сокол В'ячеслав Петрович — білоруський хокеїст, захисник.
- Усов Олександр — білоруський професійний велогонщик, спринтер.
- Франак Вячорка — білоруський молодіжний активіст, громадський діяч, один з лідерів молодіжного крила Білоруського Народного Фронту.
- Шандибіна Катерина Глібівна — український редактор, сценарист.
- Щурко Олександр Володимирович — білоруський хокеїст, нападник.
- Стомма Здислав Францевич (1907—1992) — білоруський радянський актор театру та кіно
- Плучик Едуард Ліокумович (1936—2019) — радянський, український кінооператор.